# اورولت
اورولت (به هلندی: Orvelte) یک منطقهٔ مسکونی در هلند است که در میدن-درنته واقع شده‌است. اورولت ۲۳۰ نفر جمعیت دارد.